# SBS 일요 아침 드라마
SBS 일요 아침 드라마는 SBS TV에서 매주 일요일 아침 시간대 방송되었던 TV 드라마 작품이다. 일요 드라마와는 다르다.

## 작품 리스트
|  | - 아래의 텔레비전 드라마 중 2002년 11월 이후에 시청 가능 연령을 표시하는 드라마 등급 제도를 의무적으로 시행하고 있습니다. - 2017년 3월 1일부터 TV 프로그램 등급 표시 외에 주제, 폭력성, 선정성, 언어, 모방 위험 등 분류 사유 표시를 의무적으로 시행하고 있습니다. |

### 1990년대
- 《사랑의 풍차》 :  1991년 12월 15일 ~ 1992년 3월 22일
- 《우리식구 열다섯》 : 1993년 1월 10일 ~  1993년 10월 17일
- 《목소리를 낮춰요》 : 1993년 10월 24일 ~ 1994년 2월 20일
- 《질주》 : 1994년 2월 27일 ~ 1994년 7월 10일
- 《사랑은 생방송》 : 1994년 2월 6일 ~ 1994년 4월 17일 - 시트콤
- 《까치네》 : 1994년 7월 17일 ~ 1996년 5월 26일
- 《LA아리랑》 : 1996년 10월 20일 ~ 2000년 4월 9일 - 시트콤
- 《오장군》 : 1996년 6월 2일 ~ 1996년 10월 13일
- 《달콤한 신부》 : 1999년 10월 17일 ~ 2000년 4월 16일

### 2000년대
- 《좋아 좋아》 : 2000년 4월 30일 ~ 2000년 10월 22일

## 같이 보기
- KBS 2TV 일요 아침 드라마
- MBC 일요 아침 드라마